# Cronaca di Kiev
La Cronaca di Kiev o Cronaca kievana (in ucraino Київський літопис?, Kyivskyi litopys; in russo Киевская летопись?, Kievskaya letopis) è un'opera cronachistica realizzata nella Rus' di Kiev e scritta intorno al 1200 nel monastero Vydubyc'kyj, con l'intenzione di proseguire la narrazione della Cronaca degli anni passati.
Ci è pervenuta tramite due manoscritti, ovvero una copia contenuta nel Codice Ipaziano (1425 circa) e una copia presente nel Codice Khlebnikov (1560 circa); in entrambi i codici, è inserita a cavallo tra la Cronaca degli anni passati e la Cronaca di Galizia e Volinia. Si preoccupa di descrivere gli avvenimenti verificatisi tra il 1118, anno in cui termina la descrizione degli eventi da parte della Cronaca degli anni passati, e il 1200 circa, sebbene risulti estremamente difficile delimitare un confine che definisca il principio della Cronaca di Kiev e il termine della Cronaca di Galizia e Volinia.

## Composizione

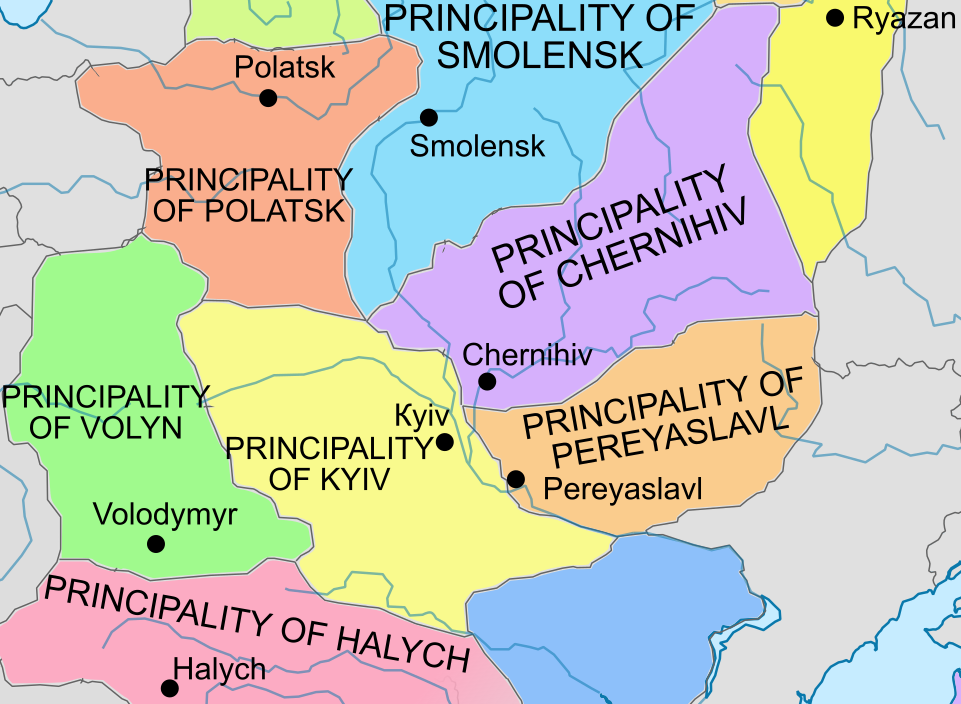
La Rus' di Kiev centrale nel 1132, a metà del periodo coperto dalla Cronaca di Kiev

Quando lo storico Leonid Makhnovets ha pubblicato una traduzione in ucraino moderno dell'intero Codice Ipaziano nel 1989, ha fatto notare: «La storia della creazione di questa cronaca di inizio XIV secolo costituisce un problema assai complesso. Altrettanto ardua è la questione di quando e come sia stata realizzata ciascuna sezione della cronaca. Esiste una vasta letteratura su questo argomento, oltre a essersi espresse opinioni diverse e con delle discussioni ancora in corso».
Tra le fonti utilizzate dall'anonimo cronista della Cronaca di Kiev figurano:
- Una cronaca della città di Perejaslavl;[2]
- Varie cronache familiari dei Monomachi, in particolare di Rurik Rostislavič, Igor' Svjatoslavič (il protagonista del Canto della schiera di Igor'), Oleg III Svjatoslavič e Vladimir Glebovič;[2]
- Una cronaca del monastero delle Grotte di Kiev.[2]

Vi sono prove che un compilatore abbia aggiunto del materiale estratto dalla Cronaca di Galizia e di Volinia nel XIII secolo. Poiché le sue fonti, fatta eccezione per la cronaca monastica, sono secolari e probabilmente non furono scritte da monaci, la Cronaca di Kiev fornisce un quadro politico-militare della disintegrazione della Rus' di Kiev, con particolare attenzione agli eventi che interessarono i prìncipi. Contiene poi un resoconto storiografico degli eventi celebrati nell'epopea del Canto della schiera di Igor', in cui la sequenza fondamentale degli avvenimenti è la medesima. È inoltre presente una descrizione della passione del martirio del principe Igor Olgovič nel 1147.
Jaroslaw Pelenski (1987) ha sottolineato che la Cronaca di Kiev si sviluppa per 431 colonne, incentrate su un periodo di circa ottant'anni. Fornisce inoltre un numero di informazioni decisamente più elevato rispetto alla Cronaca degli anni passati, la quale descrive ben 258 anni in sole 283 (in realtà 286) colonne. Tuttavia, all'epoca la Cronaca di Kiev aveva ricevuto molta meno attenzione da parte degli studiosi rispetto alla Cronaca degli anni passati. Il testo della Cronaca di Kiev mostra forti somiglianze con la Cronaca suzdaliana, accorpata al Codice laurenziano, e con altri testi medievali, sia pur con alcune notevoli differenze.

## Autore
Sulla base del Paterik del 1661 del monastero delle Grotte di Kiev, gli autori del XVII secolo hanno iniziato ad affermare che Nestore di Pečers'k scrisse molte delle cronache della Rus' di Kiev sopravvissute, tra cui la Cronaca degli anni passati, la Cronaca di Kiev e la Cronaca di Galizia e di Volinia, malgrado vari eventi ivi descritti si svolsero durante l'intero XII e XIII secolo (dunque molto dopo la morte di Nestore, avvenuta nel 1114 circa). A partire dagli anni Trenta del XIX secolo e sino al 1900 circa, si aprì un acceso dibattito accademico sulla paternità di Nestore, ma la questione rimase irrisolta e la convinzione che l'opera fosse di Nestore sopravvisse.

## Contenuto

### Struttura
Di seguito viene riportato un elenco cronologico dei principi che regnarono a Kiev fornito dalla cronaca in esame. Le date potrebbero tuttavia risultare non accurate e, inoltre, alcune delle figure indicate non furono effettivamente gran principi. Dal canto suo, Lisa Lynn Heinrich (1977) ha suddiviso la Cronaca di Kiev nei seguenti capitoli:
1. Ultimi anni di Vladimiro II Monomaco; regno di Mstislav Vladimirovič (Mstislav I di Kiev, 1118-1126)
2. Principato di Vsevolod Olgovič (Vsevolod II di Kiev, 1140-1146)
3. Principato di Izjaslav Mstislavič (Izjaslav II di Kiev, 1146-1147)
4. Principato di Izjaslav Mstislavič (Izjaslav II di Kiev, 1148-1149)
5. Principato di Jurij Vladimirovič (Jurij Dolgorukij, 1149-1150)
6. Principato di Jurij Vladimirovič (Jurij Dolgorukij, 1151)
7. Principato di Jurij Vladimirovič (Jurij Dolgorukij, 1152–1154)
8. Principati di Rostislav Jurijevič (di Novgorod), Jurij Vladimirovič e Izjaslav Davidovič (III di Kiev) (1154-1160)
9. Principato di Rostislav Mstislavič (Rostislav I di Kiev, 1160-1169)
10. Principati di Mstislav Izjaslavič (Mstislav II di Kiev), Gleb Jurijevič (Gleb di Kiev), Vladimir II Jaroslavič (di Galizia) e Romano Rostislavič (Romano I di Kiev) (1169-1174)
11. Principato di Jaroslav Izjaslavič (Jaroslav II di Kiev, 1174-1180)
12. –15. Principati di Svjatoslav Vsevolodovič (Svjatoslav III di Kiev) e Rurik Rostislavič (1180-1200)

### Stile ed eventi
La Cronaca di Kiev costituisce una costola e una continuazione immediatamente successiva della Cronaca degli anni passati. Sfortunatamente, il testo originale della Cronaca di Kiev è andato perduto e le versioni conservate nel Codice Ipaziano e nel Codice Khlebnikov non sono sovrapponibili, ma condividono soltanto una base comune (finora) mai stata trovata.
La Cronaca di Kiev annota la morte di 72 principi, 60 dei quali uomini (84%) e 12 donne consorti (16%). È interessante constatare alcuni cambiamenti verificatisi con il passare degli anni che hanno reso particolarmente evidente la differenza tra i vari decenni vissuti dalla Rus' di Kiev. A differenza della Cronaca degli anni passati, in cui i lituani venivano descritti come un popolo sottomesso da Jaroslav il Saggio e che pagava tributi alla Rus' almeno fino all'inizio del XII secolo, la Cronaca di Kiev narra di una campagna del 1132 durante cui un esercito rus' incendiò gli insediamenti baltici, salvo poi essere colto in un'imboscata nemica sulla via del ritorno e subire gravi perdite. Taluni esperti si sono poi soffermati su accadimenti avvenuti altrove e comunque citati nell'opera. La Cronaca di Kiev accenna infatti alla caduta di Gerusalemme del 1187 e alla morte dell'imperatore Federico Barbarossa nell'ambito della terza crociata nel 1190, ascrivendo le responsabilità della prima – e il fallimento della successiva spedizione militare – a una punizione divina per i peccati, mentre paragona la seconda a un martirio.

### Finale
L'ultima parentesi cronologica accennata dalla Cronaca di Kiev coincide con l'anno 1200 (erroneamente indicato come "1199" nel testo), in cui si sviluppa un lungo panegirico finalizzato a lodare la figura di Rurik Rostislavič (gran principe di Kiev tra il 1173 e il 1210 per almeno sette volte diverse) e chiuso con un «Amen». Il Codice di Chlebnikov, invece, riporta il testo della Cronaca di Kiev concludendosi nell'anno 6704 del calendario ebraico (1196).
Tra gli studiosi vi è disaccordo se la voce relativa all'anno 6709 (1201), assente nel Codice Khlebnikov o nel testo di Pogodin, dovrebbe essere considerata la frase conclusiva della Cronaca di Kiev (Perfecky 1973, Heinrich 1977), o quella di apertura della Cronaca di Galizia e Volinia (così studiosi non recenti come Bestuzev-Rjumin, Alexey Galakhov 1863, e Aleksej Šachmatov 1908). Perfecky ha sostenuto: «Credo che [la voce del 6709] e non la lite di Romano con suo suocero, il principe Rurik Rostislavič, avvenuta tra il 1195 e il 1196 (Hruševs'kyj, Istorija, p. 2) costituisca l'ultima informazione inerente a Romano testimoniata dalla Cronaca di Kiev, di cui ne fa parte integrante (più precisamente, si tratta di una "conclusione brusca" - alla quale il cronista forse intendeva tornare in seguito o è persino tornato, ma quel frammento non è mai giunto fino a noi)».